# اورنج، ایونیا، میشیگان
اورنج (به انگلیسی: Orange Township) یک منطقهٔ مسکونی در ایالات متحده آمریکا است که در شهرستان آیونیا، میشیگان واقع شده‌است.
 اورنج ۹۳٫۳ کیلومتر مربع مساحت و ۱٬۰۴۰ نفر جمعیت دارد و ۲۴۳ متر بالاتر از سطح دریا واقع شده‌است.